# Рыбразводская
Рыбразво́дская — река на полуострове Камчатка в России.
Длина реки — 25 км. Исток расположен на западном склоне горы Плоская Дальняя Ключевской группы вулканов; река течёт в направлении с востока на запад, в основном по территории парка «Вулканы Камчатки», и, согласно карте этого парка, исчезает незадолго до впадения в реку Камчатка справа на расстоянии 223 км от устья. Правый приток — Осыпная балка.

## Данные водного реестра
По данным государственного водного реестра России относится к Анадыро-Колымскому бассейновому округу.
Код объекта в государственном водном реестре — 19070000112120000015875.